# Pietro Fenoglio

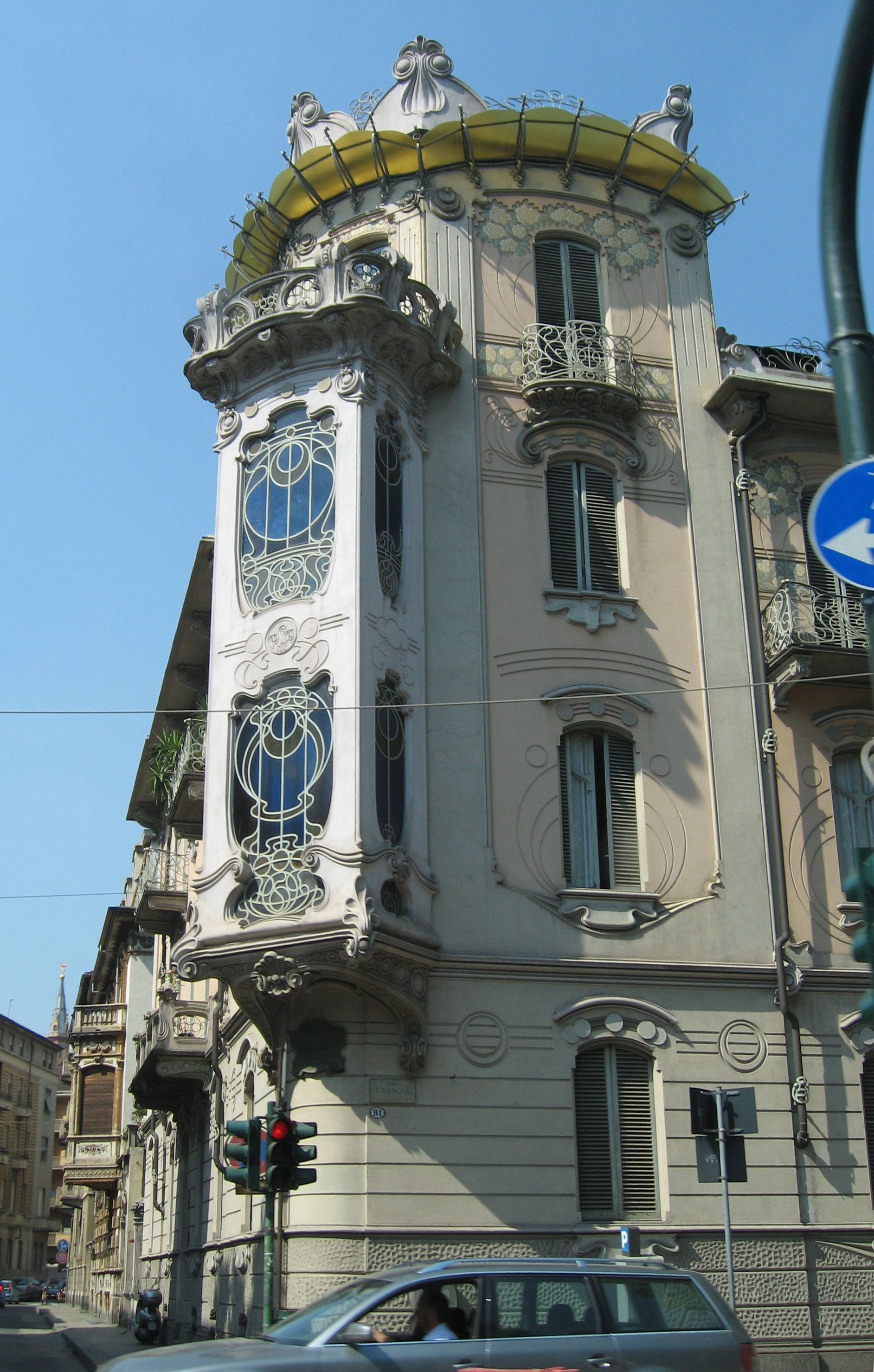
Casa Fenoglio-Lafleur.

Pietro Fenoglio (Turín, 1865 - Corio, 1927) fue un arquitecto italiano, de estilo modernista.
Su obra se encuentra principalmente en Turín, donde es considerado uno de los principales artistas locales.
Inició su trabajo con edificios de estilo clásico. Posteriormente incorporó la ruptura estética del estilo arquitectónico de profusa decoración de moda en Europa a finales de siglo, conocido como art nouveau o jugendstil. En concreto Fenoglio se caracterizó por el uso de bay windows.
Participó activamente en la Prima Esposizione Internazionale d'Arte Decorativa Moderna de 1902, celebrada en Turín.
Estuvo entre los fundadores y principales colaboradores de la revista L’architettura italiana moderna.

## Obras
- Casa Avezzano;
- Casa Fenoglio-Lafleur (1902 - 1903), 6 corso Francia (11, via Principi d'Acaja);
- Casa Florio;
- Casa Maffei;
- Villino Raby, (1901), 8 corso Francia;
- Palazzina Rossi;
- Palazzina Scott, (1902), 57, corso Giovanni Lanza (aparece profusament en la película Les Frissons de l'angoisse de Dario Argento)